# Pietro Testa

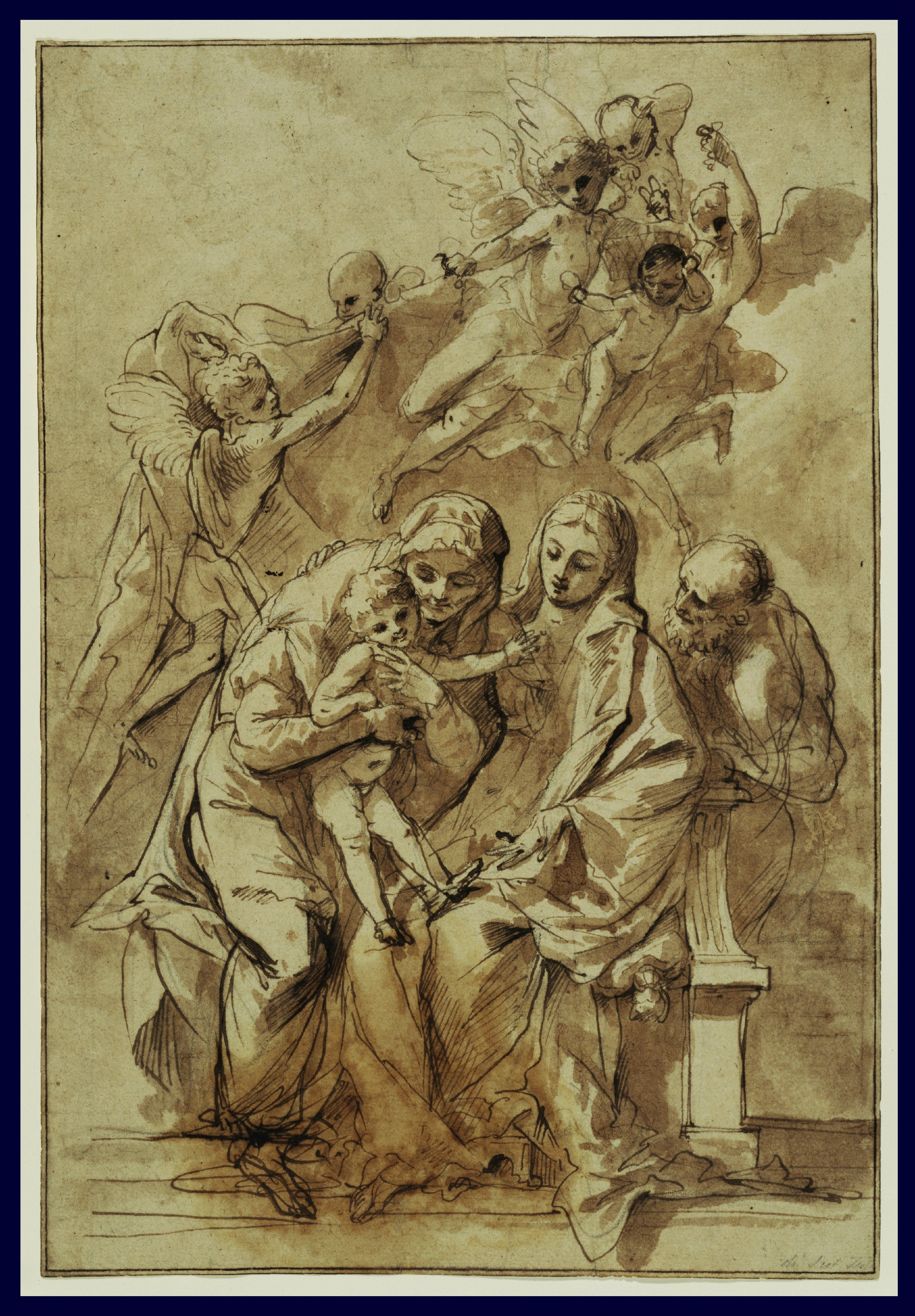
De Heige Familie met Sint Anna, Getty Center, Los Angeles

Pietro Testa (Lucca, 1611 - Rome, 1650) was een Italiaanse barokschilder, graficus en tekenaar, die vooral in Rome werkzaam was.

## Biografie
Testa werd geboren in Lucca, vandaar zijn bijnaam Il Lucchesino, werkte rond 1630 in Rome in het atelier van Domenichino en ook korte tijd bij Pietro da Cortona. In opdracht van de kunstverzamelaar Cassiano dal Pozzo maakte hij een serie tekeningen van "antiquiteiten" in die stad. De bestudering van de klassieke sculptuur en architectuur beïnvloedde zijn schilderstijl. Aanvankelijk werkte hij in een door het caravaggisme geïnspireerde stijl met veel aandacht voor licht en donker effecten. In de loop van de jaren 1640 werd zijn werk echter steeds classicistischer en werkte hij in de trant van Nicolas Poussin.
Hij pleegde zelfmoord door verdrinking in de Tiber.

## Werken
- Le massacre des innocents, Galerij Spada, Rome
- La mort du B. Ange, San-Martino-ai-Monti,  Rome
- La Mort de Didon en de Portrait de l'artiste, in de publieke galerij van Florence
- Le Miracle de saint Théodore, en La Liberté
- Le Sacrifice d'Iphigénie (1640-1642), Metropolitan Museum of Art, New York
- Le jardin de Venus (1631-1637), Metropolitan Museum of Art, New York
- Le Sacrifice d'Isaac (1640-1642), Philadelphia Museum of Art
- La mort de Cato (1648), Fine Arts Museums of San Francisco
- Le martyre de saint Erasme, Fine Arts Museums of San Francisco
- Saint Jérôme (1631 - 1637), Fine Arts Museums of San Francisco
- Le Sacrifice d'Abraham (1640 - 1642), Fine Arts Museums of San Francisco

- Auckland Art Gallery Toi o Tāmaki: 4363
- Art Gallery of South Australia: 5429
- Biblioteca Nacional de España: XX1027769
- Bibliothèque nationale de France: cb12003109j (data)
- Catàleg d'autoritats de noms i títols de Catalunya: 981058517352306706
- Gemeinsame Normdatei: 118913816
- International Standard Name Identifier: 0000 0000 8342 9152
- KulturNav: 14ed8cb4-30c4-4346-aa41-f1b15497f579
- Library of Congress Control Number: n50011095
- National Gallery of Victoria: 3570
- Nationale bibliotheek van Australië: 35486731
- Nationale Bibliotheek van Israël: 987007506286805171
- Nederlandse Thesaurus van Auteursnamen: 069226873
- RKD-Nederlands Instituut voor Kunstgeschiedenis: 76901
- Istituto Centrale per il Catalogo Unico: MILV005656
- SNAC: w6km3xcj
- Système universitaire de documentation: 028136691
- Trove: 970637
- Union List of Artist Names: 500015047
- Virtual International Authority File: 36927858
- WorldCat: E39PBJyGT8WfBvgcGDK94vyyBP